# Тедди Ракспин
Тедди Ракспин (англ. Teddy Ruxpin) — один из наиболее популярных в Америке детских персонажей из мира мультсериалов и игрушечной индустрии. Впервые Тедди Ракспин увидел свет в 1985 году как аниматронный плюшевый мишка, чуть позже появился в своём собственном мультипликационном сериале «Приключения Тедди Ракспина» («The Adventures of Teddy Ruxpin»). И по сей день Тедди, выдержавший уже несколько переизданий, остаётся одной из самых любимых игрушек американских детей, а мультсериал о его похождениях по-прежнему волнует как старое, так и новое поколение ТР-фанов.

## Игрушка Тедди Ракспин
Игрушка Тедди Ракспин — аниматронный плюшевый мишка, изобретение Кена Форсси (Ken Forsse). Первая версия этой игрушки, выпущенная «Worlds of Wonder» (WOW), появилась на прилавках американских магазинов в 1985 году. В спину Тедди был встроен миниатюрный плеер, куда вставлялась специальная кассета, анимировавшая мишку — он мог открывать и закрывать рот и глаза, и таким образом, мог «рассказывать» увлекательные истории. Кассета была специфической: в отличие от обычной аудиокассеты, у которой две аудиодорожки предназначались для правого и левого динамиков соответственно, у кассет Тедди только одна дорожка была звуковой, другая отвечала за синхронную аниматроннику (кассеты имели специальные метки, из-за которых проигрыватель Тедди, в случае, если в него вставляли обычную музыкальную кассету, отключал аниматронику). Вместе с Тедди был выпущен его друг Грабби (Grubby), которого можно было соединять с Тедди специальным кабелем, так что обе игрушки могли вести небольшой диалог между собой. Кроме этого, «WOW» также выпустила прочих плюшевых (но не аниматронных, игрушки были ручными марионетками) друзей Тедди и множество сопутствующих товаров — от аудио- и видеокассет до книжек и настольных игр. Игрушка быстро завоевала сердца детей и их родителей и в год выхода Тэдди, как персонаж, стал официальным представителем основанной за год до этого частной некоммерческой организации «NCMEC» (National Center for Missing and Exploited Children), которая занимается делами похищенных или растлённых детей.
К огорчению поклонников Тедди, «WOW», которая, благодаря Тэдди, имела эффектный взлёт на рынке игрушек, в конце 80-х не менее эффектно «прогорела» из-за Чёрного Понедельника, вследствие которого компания, запуганная инвесторами, вынуждена была продать все свои акции и признать себя банкротом («WOW» была закрыта в 1988 году, но продолжала существовать, благодаря стараниям кредиторов, которые поделили её имущество только в конце 90-х, после чего «WOW» была закрыта навсегда). С 1991 года игрушку выпускала «Playskool» — одно из подразделений «Hasbro». Эта версия Тедди отличалась меньшим размером и проигрывала не кассеты, а специальные картриджи, напоминающие аудиокассеты формата Stereo 8. К сожалению, такие картриджи очень легко ломались.
В 1998, в магазинах появилась третья версия Тедди от «Yes! Entertainment». По размерам она в точности соответствовала второй версии (за исключением одежды), но проигрывала кассеты, как первая. Однако финансовые трудности помешали «Yes!» и дальше выпускать Тедди, и в итоге лицензия на него была отдана «AlchemyII».
В 2005, спустя 20 лет после первой версии Тедди, игрушку выпустила «Backpack Toys». Эта четвёртая версия Тедди работала со специальными цифровыми картриджами. В 2006 Тедди Ракспин получил почётную награду как лучшая игрушка года.
В 2017 году компания «Wicked Cool Toys» выпустила пятую версию Тедди. Данная версия стала первой, где для Тедди не требовалось никаких физических носителей, чтобы он рассказывал истории — игрушка запускалась через мобильное приложение и три истории были доступны уже сразу же. Остальные истории можно было получить после соответствующей покупки в приложении.

## «Приключения Тедди Ракспина»
После невероятного успеха игрушки её создатели решились на производство сериала. Первоначально было задумано снять телесериал с участием аниматронных фигур и людей в специальных костюмах, но производство такого сериала оказалось бы слишком хлопотным. В итоге «вживую» был отснят материал лишь для часового шоу и небольших «вставок» для нескольких первых серий.
Мультсериал «Приключения Тедди Ракспина», состоящий из 65 серий, впервые транслировался в США в 1987 году. В России сериал первый раз был показан на 1-м канале Останкино в 1993 году и второй раз — на Шестом канале в 1996 году.
Мультсериал отличался продуманным, плавно развивающимся сюжетом, яркими и абсолютно уникальными персонажами, замечательной музыкой и невероятной теплотой. В каждой серии звучала как минимум одна песня.
По сюжету, отыскав дома старинную карту, иллиоп (illiop) Тедди Ракспин и его лучший друг восьминог (octopede) Грабби решают отправиться в загадочный край Грандо (Grundo) на поиски таинственного сокровища. С этого момента и начинаются увлекательные «Приключения Тедди Ракспина» — встречи героев с новыми друзьями и врагами, захватывающие происшествия и настоящие опасности, поиски кладов и иных, куда более ценных сокровищ…
С начала 2006, First National Pictures начала выпускать «Приключения Тедди Ракспина» на DVD. Было выпущено 2 диска с первыми 11 сериями (с оригинальной английской дорожкой и испанским дубляжем), после чего фирма обанкротилась. С января 2008 выпуск «Тедди Ракспина» на DVD был возобновлён другой фирмой — Mill Creek. Было выпущено 3 двухдисковых сета (в первых двух было по 20 серий, в третьем — 25), с английской и испанской озвучкой. Чуть позже был выпущен и подарочный шестидисковый сет со всеми 65 сериями. Сведений о релизе данных дисков на российском рынке пока нет.

### Главные герои

Тедди, Грабби, Гиммик

Главные герои — это пятёрка персонажей, фигурирующих в каждой серии. Трое положительных персонажей (и трое неразлучных друзей) — дружелюбный и смелый иллиоп Тедди Ракспин, честный и преданный восьминог Грабби и находчивый и изобретательный парлун (perloon) Ньютон Гиммик (Newton Gimmick), более известный как просто «Гиммик».

Джек В. Твиг и ЭлБи

Главная пара отрицательных персонажей — неуклюжий гибрид тролля и гранжа (grunge) Джек В. Твиг (Jack W. Tweeg), часто называемый просто «Твиг», и его саркастичный помощник ЭлБи, или Г. П. (L.B. = Lead Bounder, «Главный Прыгун»).
Кроме этого, в мультсериале встречается множество других, поимённо названных персонажей (около полусотни) — Квеллор, Верховный Угнетатель ОМИЗ (Quellor, The Supreme Oppressor, в русском переводе Верховный Тиран; организация в оригинале имеет аббревиатуру MAVO, а в русском переводе названа «Лига монстров и негодяев» — ЛИМОН), Вули Что-Это (Wooly What’s It — в русском переводе Мохнатый Кто Такой), Леота (Leota) и др., а также множество уникальных биологических видов, таких как иллиопы, восьминоги, парлуны, иллиперы (illipers), фобы (fobs), прыгуны (bounders), гранжи и др.

### Список серий
1. The Treasure of Grundo / Сокровище Грандо
2. Beware of the Mudblups / Берегись грязешлёпов
3. Guests of the Grunges / Гости гранжей
4. In the Fortress of the Wizard / В крепости волшебника
5. Escape from the Treacherous Mountain / Побег с Вероломной Горы
6. Take a Good Look / Взгляни получше
7. Grubby’s Romance / Роман Грабби
8. Tweeg’s Mother / Мать Твига
9. The Surf Grunges / Береговые гранжи
10. A New MAVO Member / Новый член ЛИМОНа
11. The Faded Fobs / Поблёкшие фобы
12. The Medicine Wagon / Медицинский фургон
13. Tweeg Gets the Tweezles / Твиг подцепляет твитрянку
14. The Lemonade Stand / Лимонадный ларёк
15. The Rainbow Mine / Радужная шахта
16. The Wooly What’s-It / Мохнатый Кто Такой
17. Sign of a Friend / Знак друга
18. One More Spot / Ещё одно пятно
19. Elves and Woodsprites / Эльфы и феи
20. Grundo Graduation / Окончание школы в Грандо
21. Double Grubby / Двойной Грабби
22. King Nogburt’s Castle / Замок короля Ногберта
23. The Day Teddy Met Grubby / День, когда Тедди встретил Грабби
24. Secret of the Illiops / Тайна иллиопов
25. Through Tweeg’s Fingers / Сквозь пальцы Твига
26. Uncle Grubby / Дядя Грабби
27. The Crystal Book / Книга кристаллов
28. Teddy and the Mudblups / Тедди и грязешлёпы
29. Win One For the Twipper / Выиграй для Твиппера
30. Tweeg Joins M.A.V.O. / Твиг вступает в ЛИМОН
31. The Mushroom Forest / Грибной лес
32. Something In the Soup / Нечто в супе
33. Captured / В плену
34. To the Rescue / На помощь
35. Escape From M.A.V.O. / Побег из ЛИМОНа
36. Leekee Lake / Озеро Лики
37. The Third Crystal / Третий кристалл
38. Up for Air / Вверх за воздухом
39. The Black Box / Чёрный ящик
40. The Hard To Find City / Труднонаходимый город
41. Octopede Sailors / Моряки-восьминоги
42. Tweeg the Vegetable / Твиг-растение
43. Wizardland / Визардлэнд
44. The Ying Zoo / Зоопарк Иня
45. The Big Escape / Большой побег
46. Teddy Ruxpin’s Birthday / День рождения Тедди Ракспина
47. Wizardweek / Волшебная неделя
48. Air and Water Races / Воздушные и водные гонки
49. The Great Grundo Ground Race / Великая наземная гонка в Грандо
50. A Race To The Finish / Гонка к финишу
51. Autumn Adventure / Осеннее приключение
52. Gimmick’s Gizmos and Gadgets / Штучки и устройства Гиммика
53. Harvest Feast / Праздник урожая
54. Wooly and the Giant Snowzos / Мохнатый Кто Такой и гигантские снозо
55. Winter Adventure / Зимнее приключение
56. Teddy’s Quest / Тот, кого искал Тедди
57. Thin Ice / Тонкий лёд
58. Fugitives / Беглецы
59. Musical Oppressors / Музыкальные угнетатели
60. MAVO Costume Ball / Костюмированный бал в ЛИМОНе
61. Father’s Day / День отца
62. The Journey Home / Путешествие домой
63. On the Beaches / На берегу
64. L.B.'s Wedding / Свадьба Главного прыгуна
65. The Mystery Unravels / Тайна разгадана

## Интересные факты
- При трансляции на ОРТ одна из серий (где Мохнатый Кто Такой уменьшается), требующая продолжения, была показана дважды, но окончание мини-истории так и не показали.
- В компьютерной игре Space Quest 6 (один из эпизодов известного игрового сериала Space Quest) упоминается игрушка под названием «Teddy Schmuxpin» (Тедди Шмакспин) — откровенная пародия на Тедди Ракспина.
- В компьютерной игре Wasteland 2 есть плюшевая игрушка под названием «Тедди Ракспин».
- На игровой платформе Roblox существует предмет снаряжения — плюшевый мишка по имени «Teddy Bloxpin», своим названием отсылающий к Тедди Ракспину.
- В книге Рудазова «Битва полчищ» (Архимаг 7) Тедди Ракспин одержим дьяволом, который пытается убить Креола.